# 531 (số)
531 (năm trăm ba mươi mốt) là một số tự nhiên ngay sau 530 và ngay trước 532.